# Luena, Cantabria
Luena là một đô thị thuộc cộng đồng tự trị Cantabria, Tây Ban Nha. Theo điều tra dân số năm 2007, đô thị này có dân số là 831 người. Thủ phủ là San Miguel de Luena.

## Biến động dân số
| 1900  | 1910  | 1920  | 1930  | 1940  | 1950  | 1960  | 1970  | 1980  | 1990  | 2000 | 2007 |
| ----- | ----- | ----- | ----- | ----- | ----- | ----- | ----- | ----- | ----- | ---- | ---- |
| 2.764 | 2.827 | 2.802 | 2.319 | 2.486 | 2.274 | 1.995 | 1.649 | 1.392 | 1.253 | 956  | 792  |

Fuente: INE

## Các thị trấn
- Bollacín
- Bustasur
- Carrascal de Cocejón
- Carrascal de San Miguel
- Cazpurrión
- El Cocejón
- Entrambasmestas
- La Garma
- Llano
- Los Pandos
- Pandoto
- La Parada
- Penilla
- La Puente
- Resconorio
- Retuerta
- San Andrés de Luena
- San Miguel de Luena (thủ phủ)
- Sel de la Carrera
- Sel de la Peña
- Sel del Hoyo
- Sel del Manzano
- Selviejo
- Tablado
- Urdiales
- Vega Escobosa
- La Ventona
- Vozpornoche